# Cliffortia strobilifera
Cliffortia strobilifera là loài thực vật có hoa trong họ Hoa hồng. Loài này được Murray mô tả khoa học đầu tiên.